# 존 엘칸

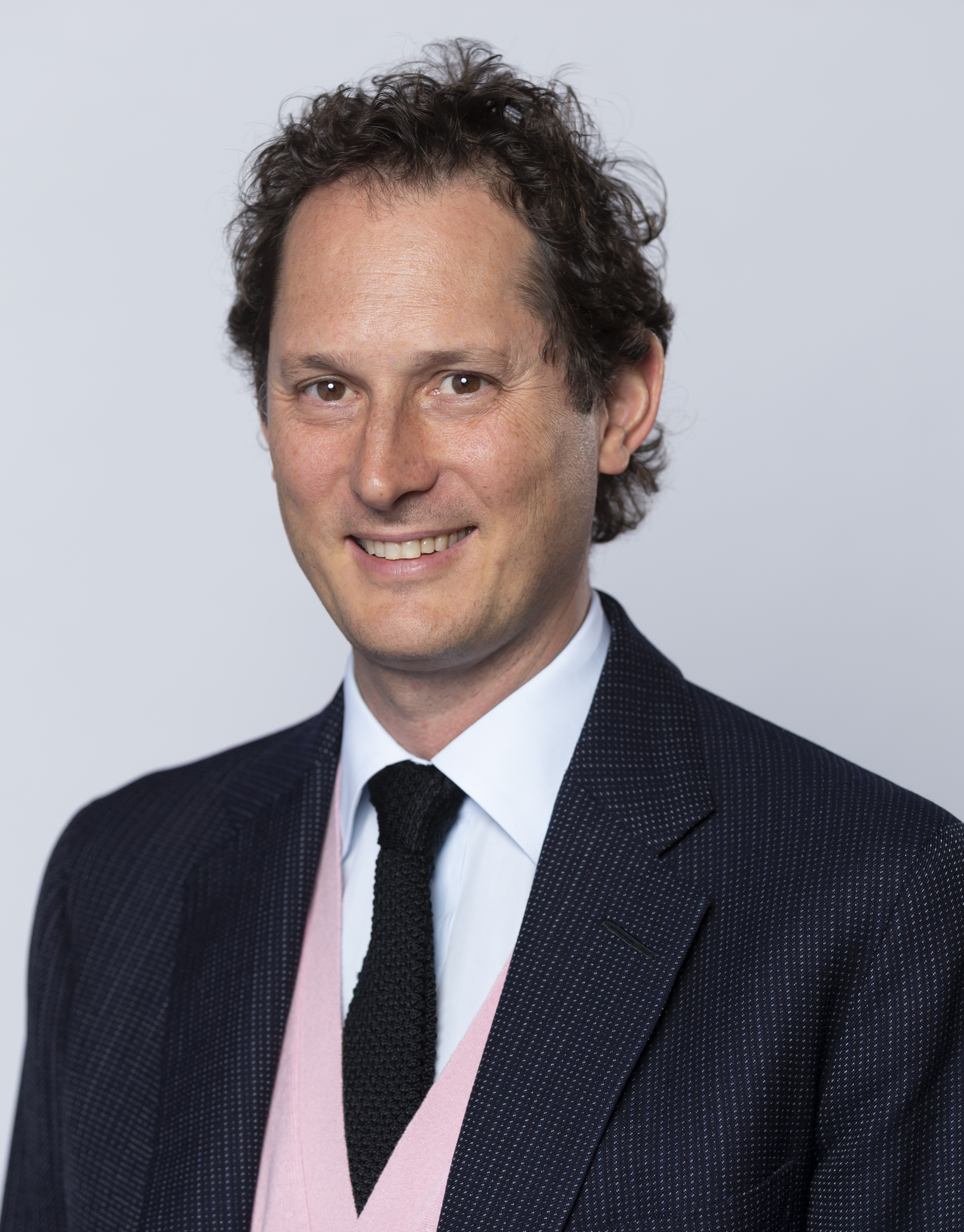
존 엘칸

존 엘칸(John Elkann, 1976년 4월 1일 ~ )은 이탈리아의 기업인으로, 엑소르, 스텔란티스, 페라리의 현 회장이다.

## 생애
엘칸은 2003년 1월 세상을 떠난 잔니 아녤리 피아트 회장의 외손자다. 잔니 아녤리는 조반니 아녤리 피아트 창업자의 손자다. 그는 잔니 아녤리 회장의 딸 마르게리타와 이탈리아 유명 작가 알랭 엘칸의 아들이다. 회사를 물려주려는 외할아버지의 뜻에 따라 토리노 대학교에서 산업공학을 전공한 엘칸은 1997년 21세에 피아트 이사회 임원이 됐으며 2004년 28세엔 피아트 부회장에 올랐다.

## 직위
- 엑소르: 회장
- 피아트 크라이슬러 그룹: 회장
- 지오반니 아그넬리: 회장
- PartnerRe: 회장
- 페라리: 회장
- Fondazione Giovanni Agnelli: 부회장
- The Economist Group: 이사
- GEDI Gruppo Editoriale: 이사
- MOMA: Trustee
- Pinacoteca Giovanni e Maria Agnelli: 회원

## 같이 보기
- 메리 배라
- 릭 왜고너